# Fernando Marino
Fernando Marino (Martina Franca, 6 agosto 1963) è un dirigente sportivo e imprenditore italiano, presidente della New Basket Brindisi.

## Biografia
Laureato a Bari in economia e commercio con una tesi sul marketing e la pubblicità, è imprenditore nel settore automobilistico. Dopo aver lavorato per diversi anni nell'azienda di famiglia, la concessionaria Ford Marino Auto di Brindisi, nel 1995 crea il gruppo "Emmeauto srl".
Nel 2011 entra a far parte del gruppo dei soci proprietari della New Basket Brindisi, divenendo presidente della società brindisina all'inizio della stagione 2012-2013.
Nell'assemblea della Lega Basket del 13 giugno 2014 è nominato all'unanimità presidente, in sostituzione del dimissionario Valentino Renzi. Ricopre ufficialmente l'incarico di presidente dal 1º luglio dello stesso anno. Il 15 aprile 2016 conclude anzitempo il mandato in scadenza a giugno, alla luce della propria candidatura a sindaco di Brindisi.
Candidatosi a sindaco di Brindisi come espressione di una coalizione di centro-sinistra, il 19 giugno 2016, al ballottaggio, raccoglie il 48,87% dei consensi contro il 51,13% della sfidante Angela Carluccio del centro-destra, venendo sconfitto con uno scarto di circa 646 voti.